# イワトコナマズ
イワトコナマズ（岩床鯰、学名: Silurus lithophilus）は、ナマズ目に所属する淡水魚の一種。日本固有種で、琵琶湖・余呉湖および関連水系に生息する。

## 分布
イワトコナマズは日本の固有種で、琵琶湖と瀬田川の一部、および余呉湖のみに分布する。和名の「イワトコ」とは「岩床」の意味で、他の日本産ナマズ（マナマズおよびビワコオオナマズ）が泥底や藻場に分布するのに対し、本種は岩礁地帯を好んで生息する。琵琶湖の中では北部の岩礁域に多く分布し、南部ではごく少ない。

## 形態
イワトコナマズは一般的なナマズ科魚類と同様に、平たい頭部と大きな口、感覚器として発達した長い口ヒゲをもつ。口ヒゲは上顎と下顎に1対ずつ、計4本ある。背鰭は小さいが、臀鰭の基底は長い。体長約60 cm。
形態はマナマズおよびビワコオオナマズと非常によく似ているが、本種は体色がやや黒ずみ、全身に黄褐色の斑紋をもつ点が異なっている。また、他の2種では眼がやや背中寄りについている一方、イワトコナマズの眼は側面にあり、腹側からも見ることができる。骨格上の特徴からは、ナマズ属 (Silurus) に所属するナマズ類の中で、イワトコナマズはマナマズと最も近い関係にあることが示唆されている。
まれに全身が黄色、あるいは赤色の個体（アルビノの一種）が見つかる。かつては黄ナマズ、赤ナマズなどと呼ばれ、別種と捉えられていた（研究史の節を参照）。アルビノは他のナマズ類でもみられるが、本種では比較的頻度が高いと考えられている。
黄色のものは漁師から弁財天のお使いとして「弁天ナマズ」の名前で呼ばれている。

## 生態

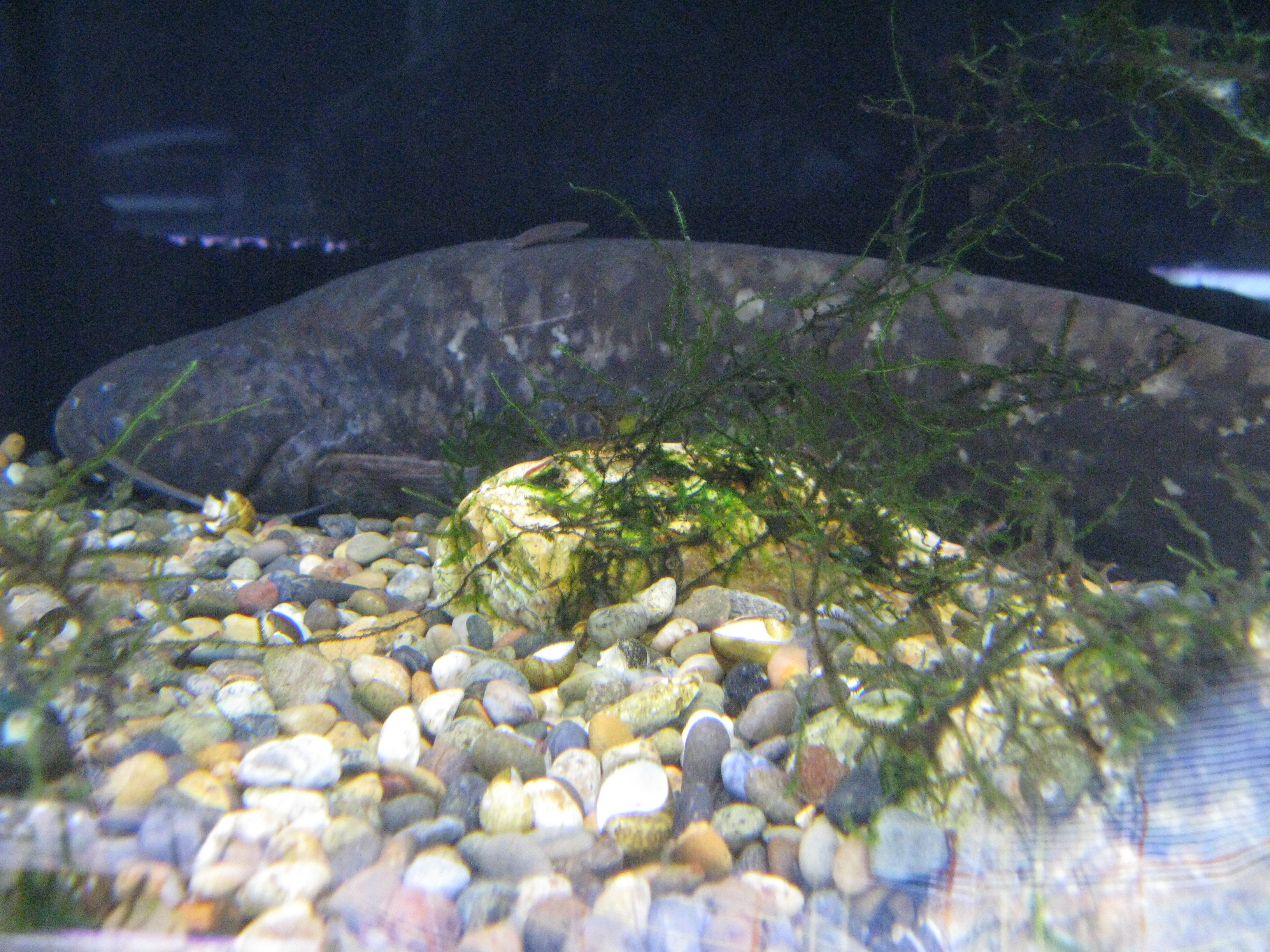
大阪市水道記念館の飼育個体。本種は黒ずんだ体と黄褐色の斑紋が特徴で、岩礁地帯を好む傾向がある

日本産ナマズ科魚類のうち、マナマズとビワコオオナマズの生態については比較的よく研究されている。その一方で、イワトコナマズの生態に関する研究報告は極めて少なく、不明な部分が依然として多く残されている。
イワトコナマズは一般的なナマズ類と同じく夜行性で、本種は特にその傾向が強いとされる。日中は物陰に潜んでじっとしており、夜間に水底の小型甲殻類や昆虫を主に捕食しているとみられる。魚食性はさほど強くないが、ゲンゴロウブナなどの小魚も捕食していた例が知られている。

### 繁殖
イワトコナマズの繁殖期は6月中旬から下旬、梅雨の時期である。降雨の前後に水深4 m以浅の礫底に集まり、雄が雌の体に巻き付くような、ナマズ類独特の繁殖行動が行われる。巻き付き行動はビワコオオナマズのものと類似し、マナマズとはかなり異なるということが報告されている。
卵はビワコオオナマズと似て黄褐色ゼリー状だが、表面が不整で粘着性をもたない点が異なっている。水温22 ℃の条件下では55 - 60時間程度で孵化する。仔魚期以降の成長過程については、現在もほとんどわかっていない。

## 利用
岩礁地帯に住むイワトコナマズは泥臭さが少なく、日本産ナマズ類の中では最も美味とされる。産卵期には定置網で、冬期には延縄で漁獲され、ほとんどは琵琶湖周辺地域で消費される。宮地によると、ナマズがキロあたり40円の頃、オオナマズは20円でも売れないが、本種は120円でも飛ぶように売れたとのこと。

## 研究史
イワトコナマズ（およびビワコオオナマズ）が新種として記載されたのは1961年のことであるが、琵琶湖3種類の異なるナマズが棲息していることは、地元の漁師の間では古くから知られていた。
文献上に初めて「イワトコナマズ」の名前が現れたのは、1806年に成立した小林義兄の『湖魚考』である。『湖魚考』では琵琶湖に生息するナマズ類をマナマズ、イワトコナマズ、赤ナマズ、および「きちやう」の4種類に分類し、イワトコナマズについては「色黒で胡麻塩のような斑紋をもち、味が良い」との解説がある。次いで1815年に出版された藤居重啓の『湖魚図證』でも、「胡麻ナマヅ」の別名として「イハトコ」が記載されている。
明治時代以降、日本でも西洋の近代的手法に基づく魚類の分類が進められたが、琵琶湖のナマズはすべてマナマズ (Silurus asotus) として扱われ、地元水産関係者による「琵琶湖のナマズには複数種いる」という認識は、以後半世紀にわたり省みられることはなかった。
ようやく1950年代後半になって、京都大学大学院に（当時）在籍していた友田淑郎が、琵琶湖の漁業組合の協力を得てイワトコナマズ・ビワコオオナマズの標本採集、形態解析を行い、これらがマナマズとは別種であることを明らかにした。友田は1961年に両種を新種として記載し、Silurus lithophilus については『湖魚考』ならびに漁業者間での実際の呼称を元に、「イワトコナマズ」の和名を与えた。
友田による新種記載以降、イワトコナマズに関する報告は、ビワコオオナマズのそれと比較して極めて少ない。基本的な生活史や個体数の動向も不明なままであり、研究者からは今後の調査研究の必要性が指摘されている。

## 保全状態評価
- 準絶滅危惧（NT）（環境省レッドリスト）